# Charles Berglund
Ralph Douglas Charles Berglund (Stoccolma, 18 gennaio 1965) è un ex hockeista su ghiaccio svedese.

## Palmarès

### Olimpiadi
- Oro a Lillehammer 1994.

### Mondiali
- Oro a Finlandia 1991.
- Argento a Germania 1993.
- Argento a Svezia 1995.
- Bronzo a Italia 1994.